# Saludecio
Saludecio (Saludécc in romagnolo) è un comune italiano di 3 211 abitanti della provincia di Rimini in Emilia-Romagna.

## Geografia fisica
Si trova in provincia di Rimini, sulle colline della Valconca, a pochi chilometri dal confine marchigiano. Dista 15 km da Cattolica, 20 da Riccione e 30 dal capoluogo Rimini. È inserito nel bacino della Valconca assieme ai comuni di Mondaino e Montegridolfo.

## Origini del nome
Probabile fundus romano, il toponimo Saludecio deriverebbe dall'aggettivo saluticius. Altra ipotesi sull'origine di questo curioso nome è quella che lo collega a San Laudicio, martire della Chiesa orientale, cui era dedicata l'antica pieve citata da una bolla papale del 1144: "plebem sancti Leoditii". Successivi documenti parlano poi di "plebs Sancti Laudicii", "Castrum Lauditii" e "San Lodezzo".
È in realtà possibile che questo santo Laodicio, di cui non si trova menzione in alcun elenco della Biblioteca Sanctorum, sia da collegarsi alla figura del vescovo della Chiesa ravennate Eleukadio. Pur non essendo mai stato canonizzato venne acclamato santo dai fedeli e venerato come tale. La non ufficializzazione del culto potrebbe aver in qualche modo facilitato la storpiatura del nome, a noi giunto nella forma Laudicio.

## Storia
Il paese, roccaforte malatestiana, è al centro di una corona di castelli difensivi, ultimo baluardo riminese contro la vicina Urbino dei Montefeltro.
L'assetto urbano del centro rivela ancora oggi la sua struttura medievale, con il dedalo dei vicoli racchiusi dalla cinta muraria e le monumentali porte di accesso: porta marina e porta montanara, per la difesa verso il mare e verso l'entroterra.
I secoli XIII e XIV vedono un'alternanza di potere, su queste terre, tra lo stato pontificio e la signoria dei Malatesta di Rimini. Poi, a seguito del tentativo di rivolta degli Ondedei di Saludecio (1336) contro Ferrantino, Malatestino e Guido Malatesti (fallito a causa di un tradimento) a Saludecio è imposta la totale dipendenza ai Malatesti.
Il XV secolo, pur essendosi aperto all'insegna delle humanae litterae e della serenità, con il pacifico soggiorno a Montefiore di papa Gregorio XII, vede poi crescere e svilupparsi il progetto dei Montefeltro di Urbino sopra le terre di Romagna. Il già fragile equilibrio crolla nel 1462 quando, a seguito di questioni politiche di respiro nazionale, Federico da Montefeltro occupa Saludecio togliendolo a Sigismondo Malatesta, e lo riconsegna a allo Stato della Chiesa.
Nel 1504, dopo essere passato per le mani del duca Cesare Borgia, figlio di papa Alessandro VI, Saludecio è sottomessa al governo di Venezia, ma per breve tempo, visto che già nel 1508 i Veneziani restituiscono il territorio allo Stato della Chiesa.
Il XVI secolo costituisce una sorta di assestamento del paese che nel secolo successivo vedrà, invece, una grande crescita economica e culturale, testimoniata dall'opera di numerosi artisti impegnati sul territorio (primo fra tutti Guido Cagnacci).
Anche nel corso del Settecento si hanno edificazioni importanti, tra cui la più interessante è la chiesa parrocchiale di S. Biagio, iniziata nel 1794 e terminata nel 1800. Bell'esempio di architettura neoclassica, realizzata dall'architetto cesenate Giuseppe Achilli, fu fortemente voluta dal parroco nonostante il periodo particolarmente difficile della discesa napoleonica.
L'Ottocento è un periodo fiorente. La classe dirigente (borghesia agraria) decide di abbellire i propri palazzi e di costruirne di nuovi, ricchi di finiture e pitture, che tuttora si affacciano sulle vie del paese. Sulla via principale del borgo medievale si possono notare anche i palazzi nobiliari, come il Marcucci, il Botticelli, il Marangoni-Cerri, l’Albini, simboli di ricchezza e ricercatezza.
Dopo la crisi degli anni Sessanta del Novecento, che ha causato un notevole esodo verso la costa, l'economia ha puntato sul recupero dell'attività agricola e artigianale, nonché alla valorizzazione ambientale e turistica del territorio.

## Monumenti e luoghi d'interesse

Porta marina

Torre civica con stemma

Porta montanara

### Architetture civili
- Palazzo municipale: sorto sulle rovine dell'antica rocca; interessante il colonnato esterno.
- Palazzo Albini: il portone si apre su un  cortile con colonnato in stile urbinate.
- Palazzo Marcucci[7]: L'assetto attuale dell'edificio presenta caratteristiche stilistiche che lo fanno datare al XIX sec.; a conferma di ciò si noti lo stemma della Famiglia Giovannelli sopra il portale d'ingresso.
- Torre Civica: è l'opera più significativa del periodo medievale; sulla facciata è murato lo stemma del paese.
- Porta Marina: porta fortificata  voluta da Sigismondo Pandolfo Malatesta rivolta al mare.
- Porta Montanara, opposta a Porta Marina e più piccola.
- Largo Santiago de Compostela, Oratorio dell'Ospedale di sant'Amato: luoghi legati alla figura di sant'Amato Ronconi (1226-1292).

### Architetture religiose
Chiesa parrocchiale di San Biagio: di epoca settecentesca, è ricca di opere d'arte. All'interno riposano le spoglie di Sant'Amato Ronconi, uomo devotissimo e molto venerato in zona. Nel complesso trovano spazio anche il museo di Saludecio e del beato Amato che espone le seguenti opere:
- - Decollazione del Battista di Claudio Ridolfi detto "il Veronese", 1605
  - SS. Giuseppe, Sebastiano, Rocco e Sant'Antonio da Padova di Vitale Bernardino Guerrini, 1610
  - San Sisto Papa in estasi di Guido Cagnacci, 1628
  - La Processione del SS. Sacramento di Guido Cagnacci, 1628
  - Sant'Antonio Abate e Sant'Antonio da Padova del Nagli detto "il Centino", 1660
  - Madonna col Bambino e Santi di Sante Braschi, 1704
  - Madonna della Consolazione di Giuseppe Soleri Brancaleoni, 1802
  - San Biagio di padre Atanasio da Coriano, 1800

## Società

### Evoluzione demografica
Abitanti censiti

### Etnie e minoranze straniere
Secondo i dati ISTAT al 31 dicembre 2009 la popolazione straniera residente era di 292 persone. Le nazionalità maggiormente rappresentate in base alla loro percentuale sul totale della popolazione residente erano:
- Romania 63 2,12%
- Bosnia ed Erzegovina 46 1,55%

## Cultura

### Eventi e ricorrenze

#### Ottocento Festival
Nella prima settimana di agosto, per trent'anni è andata in scena una grande manifestazione dedicata al XIX secolo, con mercatini di antiquario, allestimenti scenografici, osterie nei vicoli e spettacoli di artisti di strada.

#### Saluserbe
Nella settimana del 25 aprile, una manifestazione di carattere naturalistico con riferimento all'erboristeria e alimentazione biologica.

#### Carnevale di Cerreto
Cerreto è un borgo rurale ben conservato, che presenta ancora oggi tracce evidenti delle strutture fortificate d'epoca medievale. Si trova a pochi chilometri dall'abitato di Saludecio, immerso in un paesaggio rurale. È famoso il suo carnevale, con le caratteristiche maschere di origine antica, chiamate «Pagliacci».

## Sport

### Calcio
A Saludecio ci sono 2 squadre di calcio: l'A.S.D Alta Valconca e la Tre Esse Saludecio che militano entrambe in Seconda Categoria.

### Motociclismo
Il pilota di Moto3 Andrea Migno è nato a Cattolica ma è cresciuto a Saludecio.

## Amministrazione
Di seguito è presentata una tabella relativa alle amministrazioni che si sono succedute in questo comune.
| Periodo        | Periodo        | Primo cittadino   | Partito                     | Carica  | Note   |
| -------------- | -------------- | ----------------- | --------------------------- | ------- | ------ |
| 27 giugno 1985 | 25 maggio 1990 | Massimo Maioli    | Partito Socialista Italiano | Sindaco | [ 10 ] |
| 25 maggio 1990 | 24 aprile 1995 | Massimo Maioli    | Partito Socialista Italiano | Sindaco | [ 10 ] |
| 24 aprile 1995 | 14 giugno 1999 | Dilvo Polidori    | lista civica                | Sindaco | [ 10 ] |
| 14 giugno 1999 | 14 giugno 2004 | Dilvo Polidori    | lista civica                | Sindaco | [ 10 ] |
| 14 giugno 2004 | 8 giugno 2009  | Giuseppe Sanchini | lista civica                | Sindaco | [ 10 ] |
| 8 giugno 2009  | 26 maggio 2014 | Giuseppe Sanchini | lista civica                | Sindaco | [ 10 ] |
| 26 maggio 2014 | 27 maggio 2019 | Dilvo Polidori    | lista civica                | Sindaco | [ 10 ] |
| 27 maggio 2019 | in carica      | Dilvo Polidori    | lista civica                | Sindaco | [ 10 ] |